# Dominik Szoboszlai
Dans le nom hongrois Szoboszlai Dominik, le nom de famille précède le prénom, mais cet article utilise l’ordre habituel en français Dominik Szoboszlai, où le prénom précède le nom.
Dominik Szoboszlai, né le 25 octobre 2000 à Székesfehérvár en Hongrie, est un footballeur international hongrois qui évolue au poste de milieu de terrain au Liverpool FC.

## Biographie

### En club

#### FC Liefering
Avec le club Liefering, Dominik Szoboszlai inscrit 10 buts en deuxième division autrichienne lors de la saison 2017-2018. Il est notamment l'auteur d'un doublé sur la pelouse de l'Austria Lustenau en novembre 2017. Par la suite, le 9 novembre 2018, il est l'auteur d'un triplé dans ce même championnat, face au Wacker Innsbruck.

#### RB Salzbourg
Le 29 mai 2020, Dominik Szoboszlai se met en évidence en inscrivant le premier but du match, lors de la finale de la Coupe d'Autriche remportée sur le large score de 5-0 face à l'Austria Lustenau.
Par la suite, le 10 juin 2020, le joueur s'illustre de nouveau en marquant avec le RB Salzbourg son premier triplé en première division autrichienne, sur la pelouse du Sturm Graz (victoire 1-5).

#### RB Leipzig
Le 17 décembre 2020, le RB Leipzig annonce le recrutement de Dominik Szoboszlai à partir du 2 janvier 2021, date d'ouverture du mercato d'hiver.
Le 3 novembre 2021, lors de la quatrième journée de Ligue des champions face au Paris Saint-Germain, il transforme un pénalty décisif en toute fin de match permettant d’arracher le nul (score final 2-2).

#### Liverpool FC
Le 2 juillet 2023, Dominik Szoboszlai s'engage avec le Liverpool FC,. Il paraphe un contrat de cinq ans pour la somme de 70 millions d'euros,.

### En sélection
Avec les moins de 17 ans, le footballeur inscrit sept buts, avec notamment deux doublés. Il marque son premier doublé en mars 2017, contre la Russie, lors des éliminatoires du championnat d'Europe des moins de 17 ans 2017, puis son second lors de la phase finale de cette compétition, contre les îles Féroé. La Hongrie s'incline en quart de finale du championnat d'Europe face à la Turquie. Szoboszlai officie à de nombreuses reprises comme capitaine de cette sélection.
Le 5 juin 2017, l'athlète figure pour la première fois sur le banc des remplaçants de l'équipe nationale A, lors d'un match amical face à la Russie (défaite 0-3). Il reçoit finalement sa première sélection en équipe de Hongrie le 21 mars 2019, contre la Slovaquie, lors des éliminatoires de l'Euro 2020 (défaite 2-0).
Le 9 septembre 2019, Dominik Szoboszlai inscrit son premier but en équipe nationale, contre la Slovaquie. Ce match perdu 1-2 rentre dans le cadre des éliminatoires de l'Euro 2020. Le 3 septembre 2020, il marque son deuxième but avec la Hongrie, contre la Turquie. Ce match gagné 0-1 rentre dans le cadre de la Ligue des nations. Par la suite, le 12 novembre 2020 lors du match de barrage contre l'Islande, le footballeur inscrit le deuxième et dernier but de son équipe dans le temps additionnel (92e minute), contribuant à la qualification de son équipe pour le prochain Euro.
En mai 2024, il est sélectionné par Marco Rossi pour participer à l'Euro 2024 avec la Hongrie.

## Statistiques
| Saison                | Club                  | Championnat           | Championnat | Championnat | Championnat | Coupe(s) nationale(s) | Coupe(s) nationale(s) | Coupe(s) nationale(s) | Supercoupe | Supercoupe | Supercoupe | Compétition(s) continentale(s) | Compétition(s) continentale(s) | Compétition(s) continentale(s) | Compétition(s) continentale(s) | Hongrie | Hongrie | Hongrie | Total | Total | Total |
| Saison                | Club                  | Division              | M.          | B.          | P.d.        | M.                    | B.                    | P.d.                  | M.         | B.         | P.d.       | Comp.                          | M.                             | B.                             | P.d.                           | M.      | B.      | P.d.    | M.    | B.    | P.d.  |
| 2017-2018             | FC Liefering          | 2.Liga                | 33          | 10          | 7           | -                     | -                     | -                     | -          | -          | -          | -                              | -                              | -                              | -                              | 0       | 0       | 0       | 33    | 10    | 7     |
| 2018-2019             | FC Liefering          | 2.Liga                | 9           | 6           | 4           | -                     | -                     | -                     | -          | -          | -          | -                              | -                              | -                              | -                              | 0       | 0       | 0       | 9     | 6     | 4     |
| Sous-total            | Sous-total            | Sous-total            | 42          | 16          | 11          | 0                     | 0                     | 0                     | -          | -          | -          | -                              | 0                              | 0                              | 0                              | 0       | 0       | 0       | 42    | 16    | 11    |
| 2017-2018             | Red Bull Salzbourg    | Bundesliga            | 1           | 0           | 0           | -                     | -                     | -                     | -          | -          | -          | C1+C3                          | -                              | -                              | -                              | 0       | 0       | 0       | 1     | 0     | 0     |
| 2018-2019             | Red Bull Salzbourg    | Bundesliga            | 16          | 3           | 4           | 3                     | 2                     | 1                     | -          | -          | -          | C1+C3                          | 0+1                            | 0+0                            | 0+1                            | 4       | 0       | 0       | 24    | 5     | 6     |
| 2019-2020             | Red Bull Salzbourg    | Bundesliga            | 27          | 9           | 14          | 6                     | 2                     | 2                     | -          | -          | -          | C1+C3                          | 5+2                            | 1+0                            | 1+1                            | 4       | 1       | 0       | 44    | 13    | 18    |
| 2020-2021             | Red Bull Salzbourg    | Bundesliga            | 12          | 4           | 8           | 2                     | 1                     | 3                     | -          | -          | -          | C1+C3                          | 8+0                            | 4+0                            | 0+0                            | 4       | 2       | 0       | 26    | 11    | 11    |
| Sous-total            | Sous-total            | Sous-total            | 56          | 16          | 26          | 11                    | 5                     | 6                     | -          | -          | -          | -                              | 16                             | 5                              | 3                              | 12      | 3       | 0       | 95    | 29    | 35    |
| 2020-2021             | RB Leipzig            | Bundesliga            | -           | -           | -           | -                     | -                     | -                     | -          | -          | -          | C1                             | -                              | -                              | -                              | 0       | 0       | 0       | 0     | 0     | 0     |
| 2021-2022             | RB Leipzig            | Bundesliga            | 30          | 6           | 8           | 5                     | 2                     | 0                     | -          | -          | -          | C1+C3                          | 4+4                            | 2                              | 0                              | 12      | 3       | 0       | 55    | 13    | 8     |
| 2022-2023             | RB Leipzig            | Bundesliga            | 31          | 6           | 8           | 5                     | 2                     | 2                     | 1          | 0          | 1          | C1                             | 7                              | 1                              | 2                              | 8       | 1       | 2       | 52    | 10    | 15    |
| Sous-total            | Sous-total            | Sous-total            | 61          | 12          | 16          | 10                    | 4                     | 2                     | 1          | 0          | 1          | -                              | 15                             | 3                              | 2                              | 20      | 4       | 2       | 107   | 23    | 23    |
| 2023-2024             | Liverpool FC          | Premier League        | 33          | 3           | 2           | 5                     | 2                     | 3                     | -          | -          | -          | C3                             | 7                              | 2                              | 1                              | 10      | 5       | 3       | 55    | 12    | 9     |
| 2024-2025             | Liverpool FC          | Premier League        | 36          | 6           | 6           | 4                     | 1                     | 1                     | -          | -          | -          | C1                             | 9                              | 1                              | 1                              | 10      | 4       | 0       | 59    | 12    | 8     |
| 2025-2026             | Liverpool FC          | Premier League        | 1           | 0           | 0           | 0                     | 0                     | 0                     | 1          | 0          | 1          | C1                             | 0                              | 0                              | 0                              | 0       | 0       | 0       | 2     | 0     | 1     |
| Sous-total            | Sous-total            | Sous-total            | 70          | 9           | 8           | 9                     | 3                     | 4                     | 1          | 0          | 1          | -                              | 16                             | 3                              | 2                              | 20      | 9       | 3       | 116   | 24    | 18    |
| Total sur la carrière | Total sur la carrière | Total sur la carrière | 228         | 53          | 61          | 29                    | 10                    | 12                    | 2          | 0          | 2          | -                              | 46                             | 10                             | 7                              | 55      | 16      | 5       | 360   | 89    | 87    |

### Buts internationaux
| Buts internationaux de Dominik Szoboszlai | Buts internationaux de Dominik Szoboszlai | Buts internationaux de Dominik Szoboszlai       | Buts internationaux de Dominik Szoboszlai | Buts internationaux de Dominik Szoboszlai | Buts internationaux de Dominik Szoboszlai | Buts internationaux de Dominik Szoboszlai | Buts internationaux de Dominik Szoboszlai | Buts internationaux de Dominik Szoboszlai |
|                                           | Date                                      | Lieu                                            | Adversaire                                | Résultat                                  | Compétition                               | Détail                                    | Détail                                    | Sel.                                      |
| ----------------------------------------- | ----------------------------------------- | ----------------------------------------------- | ----------------------------------------- | ----------------------------------------- | ----------------------------------------- | ----------------------------------------- | ----------------------------------------- | ----------------------------------------- |
| 1.                                        | 9 septembre 2019                          | Groupama Aréna, Budapest, Hongrie               | Slovaquie                                 | 1 - 2                                     | Éliminatoires de l'Euro 2020              | 1 - 1                                     | 51e                                       | 5e                                        |
| 2.                                        | 3 septembre 2020                          | Stade du 4-Septembre, Sivas, Turquie            | Turquie                                   | 0 - 1                                     | Ligue des nations de l'UEFA               | 0 - 1                                     | 76e                                       | 9e                                        |
| 3.                                        | 12 novembre 2020                          | Stade Ferenc-Puskás, Budapest, Hongrie          | Islande                                   | 2 - 1                                     | Barrages Euro 2020                        | 2 - 1                                     | 90+3e                                     | 11e                                       |
| 4. 5.                                     | 12 novembre 2021                          | Stade Ferenc-Puskás, Budapest, Hongrie          | Saint-Marin                               | 4 - 0                                     | Éliminatoires de la CDM 2022              | 1 - 0, 3 - 0                              | 6e, 83e                                   | 18e                                       |
| 6.                                        | 4 juin 2022                               | Stade Ferenc-Puskás, Budapest, Hongrie          | Angleterre                                | 1 - 0                                     | Ligue des nations de l'UEFA               | 1 - 0                                     | 66e                                       | 21e                                       |
| 7.                                        | 25 mars 2023                              | Stade Ferenc-Puskás, Budapest, Hongrie          | Bulgarie                                  | 3 - 0                                     | Éliminatoires de l'Euro 2024              | 2 - 0                                     | 26e                                       | 30e                                       |
| 8.                                        | 17 octobre 2023                           | Stade S.-Darius-et-S.-Girėnas, Kaunas, Lituanie | Lituanie                                  | 2 - 2                                     | Éliminatoires de l'Euro 2024              | 2 - 1                                     | 67e (pen.)                                | 36e                                       |
| 9. 10.                                    | 19 novembre 2023                          | Stade Ferenc-Puskás, Budapest, Hongrie          | Monténégro                                | 3 - 1                                     | Éliminatoires de l'Euro 2024              | 1 - 1, 2 - 1                              | 66e, 68e                                  | 38e                                       |
| 11.                                       | 22 mars 2024                              | Stade Ferenc-Puskás, Budapest, Hongrie          | Turquie                                   | 1 - 0                                     | Match amical                              | 1 - 0                                     | 48e (pen.)                                | 39e                                       |
| 12.                                       | 26 mars 2024                              | Stade Ferenc-Puskás, Budapest, Hongrie          | Kosovo                                    | 2 - 0                                     | Match amical                              | 1 - 0                                     | 58e                                       | 40e                                       |

## Palmarès

### En club
| Red Bull Salzbourg (5) | RB Leipzig (2)                                                                                         | Liverpool FC (2)                                                                                          |
| --- | --- | --- |
| - Championnat d'Autriche (3) : - Champion : 2018, 2019 et 2020 - Coupe d'Autriche (2) : - Vainqueur : 2019 et 2020 - Finaliste : 2018 | - Coupe d'Allemagne (2) : - Vainqueur : 2022 et 2023 - Supercoupe d'Allemagne (0) : - Finaliste : 2022 | - Premier League (1) : - Vainqueur : 2025 - Coupe de la Ligue (1) : - Vainqueur : 2024 - Finaliste : 2025 |

### Distinction

#### Red Bull Salzbourg
- UEFA Youth League
  - Meilleur buteur de l'UEFA Youth League 2017-2018.